# Joel Pettyfer
Joel Pettyfer (Exeter, Devon, 21 de febrero de 1987) es un luchador profesional inglés, conocido principalmente por su trabajo como Joel Redman en el circuito independiente de Reino Unido, donde ganó el Campeonato Británico Unificado por Parejas junto a Mark Haskins en International Pro Wrestling: United Kingdom. Fue también un competidor habitual en Frontier Wrestling Alliance, y luchó dos años en NXT Wrestling, territorio de desarrollo de WWE, bajo el nombre de Oliver Grey.

## Carrera en la lucha libre profesional

### Comienzos
Pettyfer empezó a competir con su nombre real en la Devon Junior Wrestling Alliance, antes de ir a Revolution British Wrestling y otras promociones independientes. Su primera aparición en la recién renombrada Varsity Pro Wrestling (la antigua división suroeste de RBW) tuvo lugar en Crediton, Devon. Allí luchó por primera vez con su seudónimo más conocido, Joel Redman, siendo derrotado por el luchador americano Spiro el 26 de enero de 2006. 
 

En un espectáculo posterior de VPW, Redman atacó a Aviv Maayan tras su combate. El mánager Dean Ayass entró entonces al ring y presentó a Redman como su nuevo protegido. Maayan y Redman se enfrentaron en el primer Charity Show de la VPW, saliendo ganador el primero. Pero esto no acabó con su feudo, ya que Redman volvió a atacar a Maaayan después de que éste perdiera un combate contra Jorge Castaño. Después Dean Ayass cogió un micrófono y anunció un nuevo enfrentamiento entre Maayan y Redman en el siguiente show de VPW en Horndean. 
 

La rivalidad entre los dos luchadores no se quedaría en VPW. Redman se marchó a entrenar a la FPW Academy, donde volvería a enfrentarse a Maayan durante un torneo por el título, saliendo derrotado. Después de vencer con contundencia a diversos rivales a finales de 2006 en la FWA:A, Redman formó equipo con el campeón de FWA:A LT Summers para alzarse con el título por parejas, derrotando a Mark Sloan y Ollie Burns.

### Premier Promotions (2006-2012)
Durante el año, Redman se había convertido en un habitual de Premier Promotions. Debutó en 2006 junto a Kris Kay derrotando a Chris Andrews y Sam Andrews. A finales de 2007, participó en un torneo de una noche perdiendo en semifinales contra Danny Collins. A principios de 2008 Doug Williams dejó vacante el Campeonato de Peso Semipesado de PWF y Redman tomó parte en el torneo de formato liguilla que se organizó para elegir al nuevo campeón, pero fue eliminado tras perder todos sus combates. Durante el año, Redman llamó la atención en Premier Promotions. El 4 de septiembre derrotó a Marty Scurll en la final del Trofeo Ian Dowland, victoria que le permitió retar a Ricky Knight por el Campeonato de Peso Semipesado de PWF, pero perdió por count-out. A finales de 2009, Redman regresó a PWF tras casi un año fuera para tomar parte en el Trofeo Ken Joyce 2009. Perdió en la semifinal contra Robbie Brookside. En marzo de 2010 ganó un torneo de una noche y otro más en abril. A finales de año se impuso en el Trofeo Ken Joyce 2010 derrotando a Justin Starr en la final. Convertido de nuevo en habitual de PWF, el 27 de febrero de 2011 se impuso a UK Dominator en un combate por el Campeonato Internacional de PWF, en ese momento vacante. Como vigente campeón, participó en el Trofeo Worthing 2011, perdiendo ante Danny Garnell en la final. Junto a Jonny Storm, se enfrentó por el Campeonato por Parejas de PWF a UK Dominator y Kris Kay, pero fue derrotado. Dejó vacante el Campeonato Internacional cuando fichó por WWE y fue movido a su territorio de desarrollo NXT Wrestling.

### The Thrillers (2007-2009)
Redman formó junto a Mark Haskins un equipo conocido como The Thrillers. En su primer combate juntos fueron derrotados por The South Coast Rock'n'Roll Express (Ian Logan y Jake McCluskey) el 14 de julio de 2007. En los meses siguientes sufrirían una racha de derrotas, perdiendo incluso un combate por el título por parejas de IPW:UK ante The Kartel (Sha Samuels y Terry Frazier). Su primera victoria como dúo fue en un dark match el 27 de enero de 2008 frente a JP Monroe y Jules Lambrini. 
 

En febrero de 2008 el equipo debutó en Real Quality Wrestling con una victoria frente a Maximum Head (Dan Head y Max Voltage). El mes siguiente se impusieron a The Lost Boys (Donny Darko y Jo FX). Estos dos triunfos les llevaron a retar el 26 de abril a The Damned Nation (Cameron Kraze y Dragon Aisu), derrotándoles y haciéndose con el Campeonato por Parejas de RQW. Sin embargo, el 4 de mayo perdieron el título frente a The Kartel en un torneo en el que el campeonato iba a ser unificado con el Campeonato por Parejas de IPW:UK. 
 

Tras esta derrota debutaron en One Pro Wrestling, perdiendo ante BritRage (Mark Sloan y Wade Fitzgerald). El 28 de septiembre derrotaron a The Kartel para hacerse con el Campeonato Británico Unificado por Parejas. Entonces The Thrillers compitieron por primera vez para Westside Xtreme Wrestling, ganando un torneo para ser los aspirantes al título por parejas de wXw. Pero no consiguieron arrebatar el título a Martin Stone y Doug Williams.

De vuelta en IPW:UK, The Thrillers perdieron el Campeonato Británico Unificado por Parejas frente a The Leaders of the New School (Marty Scurll y Zack Sabre Jr.). Intentaron en dos ocasiones recuperar el título, sin éxito. 

### Irish Whip Wrestling (2008-2009)
El 5 de julio de 2008, Redman debutó en IWW en un combate a cuatro bandas por el Campeonato Internacional de Peso Pesado de IWW, ganado por Mandrake, en el que participaban también Doug Basham y Vic Viper. Tras disputar solo unos pocos combates en 2008, Redman se convirtió en fijo en la promoción en 2009. Retó en varias ocasiones, sin éxito, a LA Warren por el Campeonato Zero Gravity de IWW y a Mandrake por el Campeonato Internacional. A mediados de 2009 Redman formó una alianza con Captain Rooney, ganando todos sus combates en el poco tiempo que estuvieron juntos. Después Rooney dio la espalda a Redman y se unió a Bingo Ballance. Redman salió derrotado de un feudo con Ballance, y dejó la IWW tras retar una última vez a Mandrake por el título internacional, perdiendo de nuevo.

### WWE (2012-2014)

#### Territorios de desarrollo (2012-2014)
En una entrevista en marzo de 2012, Pettyfer confirmó que había firmado con WWE tras un par de combates de prueba y estaba esperando la aprobación de su visado para viajar a Florida y unirse a NXT Wrestling. El 19 de septiembre de 2012 debutó en televisión bajo el nombre de Oliver Grey, perdiendo contra Kassius Ohno.

A principios de 2013, Grey empezó a formar equipo con Adrian Neville, inscribiéndose juntos en el torneo para coronar a los primeros Campeones por Parejas de NXT. Se impusieron a Heath Slater y Drew McIntyre (miembros de 3MB) y a Kassius Ohno y Leo Kruger de camino a la final, donde se alzaron con el título tras derrotar a Luke Harper y Erick Rowan, de The Wyatt Family, en el capítulo de NXT del 13 de febrero (grabado el 31 de enero). Sin embargo poco después sufrió una lesión en el ligamento cruzado anterior, que obligó a los guionistas a sacarlo de la acción con la excusa de un ataque de The Wyatt Family. Así las cosas Grey fue reemplazado por Bo Dallas en las defensas del título, que Neville y Dallas perdieron ante Harper y Rowan el 2 de mayo.
Grey reapareció en NXT el 3 de enero de 2014 tras nueve meses inactivo. Su primer combate televisado tras su regreso se produjo en el episodio del 17 de abril, cayendo derrotado ante Camacho. El 30 de abril se informaba de su despido de WWE, y el 8 de mayo se emitía grabado el último combate en el que participó antes de su despido, una Battle Royal de 20 hombres por ser el aspirante número uno al Campeonato de NXT, en la que fue el primer eliminado a manos de Brodus Clay.

### Circuito Independiente (2015-presente)
El 15 de febrero de 2015, confirmaron a Martin Stone para haber vuelto a los Estados Unidos para otra empresa, entonces Joel Redman tuvo que escoger a otro compañero para substituir a la Piedra. En Altos Estacas, este compañero fue revelado para ser Mark Haskins, no sólo satisfactoriamente defendiendo los títulos, pero reuniendo una vez más. Después Haskins fue perjudicado a mediados de 2015, Jake McCluskey intervino como un compañero de reemplazo en el Verano Sizzler, sin embargo, Redman y McCluskey era incapaz de derrotar el Kartel (Sha Samuels y James Castle) y posteriormente perdió el Campeonato en Parejas británico. En 2016, Redman comenzó a combinar con Charlie Garrett, y el dúo satisfactoriamente derrotó el Kartel el 12 de junio de 2016 en el anglo contra el Sable junior para terminar su reinado en dos días excepto un año.
Su primera defensa ocurrió el próximo mes en el Verano Sizzler, derrotando Jody Fleisch y Johnny Storm, Jake McCluskey y Kieran Bruce y la Legión de Lores (Gideon Grey y Rishi Ghosh) de un cuatro modo fatal de conservar. Redman y Garrett satisfactoriamente defendió los campeonatos otra vez en noviembre, derrotando NJPW ' la s Los Ingobernables (Evil y Bushi) en Guerras Globales el Reino Unido. Redman y Garrett (ahora sabido como Charlie Sterling) hizo dos defensas acertadas en enero de 2017, primero derrotando los Disturbios de Londres (James Davis y Robar Linchan) en Vivo En la Carlinga 12, War Machine (Hanson y Raymond Rowe) en Altos Estacas.

## Vida personal
Pettyfer practicó rugby y judo desde pequeño. Estudió en el East Devon College. Durante su tiempo luchando en Inglaterra, compaginó su actividad como luchador con su trabajo de guardabosques.

## En lucha

### Remates
- Kneebar - IPW:UK
- Twisting Brainbuster - IPW:UK

### Movimientos de firma
- Discus Lariat
- Double Powerbomb
- Headlock Takedown
- Judo Arm Drag
- Rear Waist Lock hacia Bridging Belly to Back Suplex
- Running Powerslam
- Triple Rolling German Suplex

### Mánager
- Gilligan Gordon
- "The Twisted Genius" Dean Ayass

### Apodos
- "The Physical Specimen"

## Campeonatos y logros
- Devon Wrestling Association
  - DWA Trophy Championship (2 veces)

- FWA Academy
  - FWA Academy Tag Team Championship (1 vez) – con LT Summers

- International Pro Wrestling: United Kingdom
  - IPW:UK British Tag Team Championship (1 vez) – con Doug Basham, Ricky Hype y Mark Haskins

- Premier Promotions
  - PWF International Championship (1 vez)
  - Ian Dowland Trophy 2008
  - Ken Joyce Trophy 2010

- Pro Evolution Wrestling
  - Pro-EVW Heavyweight Championship (1 vez)[16]

- Pro Wrestling Pride
  - PWP Catch Division Championship (1 vez)
  - PWP Tag Team Championship (1 vez, actual) – with Joshua Knott

- Pro Wrestling Illustrated
  - PWI lo clasificó como #205 de los 500 mejores luchadores de singles en el PWI 500 en 2013[17]

- Real Quality Wrestling
  - RQW Tag Team Championship (1 vez) – con Mark Haskins[18]

- Revolution Pro Wrestling
  - RPW Undisputed British Tag Team Championship (4 veces) - con Doug Basham, Iestyn Rees, Mark Haskins y Ricky Hype (1),[19] Martin Stone (1), Mark Haskins (1) y Charlie Garrett (1)[20]

- WWE
  - NXT Tag Team Championship (1 vez, inaugural) – con Adrian Neville[21]
  - NXT Tag Team Championship Tournament (2013) – con Adrian Neville